# Universidades de Indias
Universidades de Indias es la denominación historiográfica con la que se designan las universidades fundadas en las Indias o el Nuevo Mundo durante la colonización española de América. Las más importantes fueron la Universidad de San Marcos de Lima, la Real y Pontificia Universidad de México y la Real y Pontificia Universidad de Santo Tomás de Aquino, que fundada por bula papal fue la primera de América (1538), aunque el efectivo funcionamiento de la misma es objeto de controversia.
La iniciativa de la fundación partía del Emperador (únicamente en el caso de Carlos V) o del Rey (a partir de Felipe II), además del respaldo del Papa (el Patronato Regio en realidad dejaba en manos de la Corona Española cualquier asunto relacionado con la gestión eclesiástica).
La precocidad con que se fundaron estas instituciones educativas, muy superior a las equivalentes de la América anglosajona se explica por la necesidad de contar con un numeroso grupo de personas con formación en teología y derecho, para los cargos administrativos y eclesiales de cada uno de los virreinatos, además de otras titulaciones, como la de medicina. De no menor trascendencia fue la constitución de la Universidad en un mecanismo de selección de élites y su gran eficacia en perpetuarse, como ya lo había hecho en los colegios mayores de la metrópoli. Los universitarios americanos fueron una parte sustancial del estrato social de los criollos, fundamental durante los tres siglos de sociedad colonial (XVI, XVII y XVIII) y, posteriormente, en los movimientos por la independencia hispanoamericana de comienzos del siglo XIX.

## Paronimia
No debe confundirse el concepto de Indias o Nuevo Mundo (el continente americano) con el de India (la nación asiática). Para las universidades de la India véase el artículo de la Wikipedia en inglés en:List of universities in India.